# Кренжоли (Любуське воєводство)
Кренжоли (пол. Krężoły, нім. Krummendorf) — село в Польщі, у гміні Сулехув Зеленогурського повіту Любуського воєводства.
Населення — 523 особи (2011).
У 1975-1998 роках село належало до Зеленогурського воєводства.

## Демографія
Демографічна структура станом на 31 березня 2011 року:
|          | Загалом | Допрацездатний вік | Працездатний вік | Постпрацездатний вік |
| -------- | ------- | ------------------ | ---------------- | -------------------- |
| Чоловіки | 272     | 57                 | 191              | 24                   |
| Жінки    | 251     | 44                 | 155              | 52                   |
| Разом    | 523     | 101                | 346              | 76                   |